# Duala (A.20) jezici
Duala (A.20) jezici, skupina od sedam sjeverozapadnih bantu jezika u zoni A, koji se govore na području države Kamerun. Predstavnici su: bakole ili kole [kme], 300 (1982 SIL); bubia ili bobe [bbx], 600 (Voegelin and Voegelin 1977); duala ili douala [dua], 87.700 (1982 SIL); isu ili bimbia [szv], 800 (1982 SIL); malimba ili lemba, limba [mzd], 2.230 (2001 SIL); mokpwe ili bakpwe [bri], 2.200 (1982 SIL); wumboko ili bamboko [bqm], 4.000 (2000). 

## Vanjske poveznice
- Ethnologue (14th)
- Ethnologue (15th)